# كنارة (مدينة أثرية)
كنارة هو اسم مدينة مهمة من العصر البرونزي و‌الحديدي تقع على الشاطئ الشمالي الغربي ل‍بحيرة طبريا، المذكورة في ملحمة أقهات في القرن الرابع عشر قبل الميلاد، وفي العهد القديم والعهد الجديد. وحفرت بقايا كنارة في موقع يسمى تل العريمة بالعربية وتل كينروت بالعبرية الحديثة.

## الاستكشاف الأثري
يجري التنقيب عن هذا التل كجزء من مشروع أثري كبير مستمر منذ عام 2002.